# Koku Nor
El llac Qinghai (en xinès: 青海湖, Qīnghǎi Hú) (mongol Kokonor o Koko Nor o Koko Nur o Koku Nor o Koku Nur) que té el nom en mongol com a nom tradicional a Occident, és el llac més gran de la Xina, a la província nord-occidental de Qinghai, al límit entre les dues prefectures autònomes tibetanes de Hainan i Haibei. Situat en una conca endorreica a la província de Qinghai, a la qual va donar nom, el llac Qinghai està classificat com un llac salat alcalí. El llac ha fluctuat de mida, es va reduir durant gran part del segle xx, però ha augmentat des del 2004. Tenia una superfície de 4317 km², una profunditat mitjana de 21 m i una profunditat màxima de 25,5 m el 2008.
Rep les aigües de 23 rius o petits rius i es troba a 3.205 metres per damunt del nivell de la mar, en una depressió de l'altiplà tibetà.
Fou lloc fronterer tradicional entre els mongols i els tibetans. El nom mongol Kokonor s'escriu Хөхнуур (Höhnuur) i vol dir "Llac Blau"; també vol dir el mateix en els seus noms tibetà i manxú. El nom xinès Qinghai (青海, pinyin: Qīnghǎi) significa literalment "Mar Blau". Dona el seu nom a la província de Qinghai.
La superfície del llac és de 5.694 km², però s'ha reduït força als darrers anys (la reducció arriba fins a vers uns 1.700 km² menys). El seu perímetre és de 360 km. Les aigües tenen alta salinitat però hi viuen nombroses espècies com el peix huángyú (湟鱼) que es menja. És punt de trobada de nombroses aus migratòries. Per aquest motiu s'han detectat alguns casos de virus H5N1 (la grip aviària) i s'han extremat els controls. El llac resta gelat durant uns tres mesos a l'any, els mesos d'hivern.

## Noms
Qinghai és la pronunciació pinyin xinès estàndard romanitzada del nom青海. Encara que el xinès modern distingeix entre els colors blau i verd, aquesta distinció no existia en el xinès clàssic. El color 青(qīng) era un color "únic" que incloïa tant el blau com el verd com a tons separats. (La traducció per a qīng és cian o turquesa, també els lingüistes han encunyat el mot creuat "grue" per discutir la seva existència en xinès i altres idiomes.) El nom es tradueix, per tant, com "Mar blava" o "Mar verda". Un temps després de les seves guerres amb els xiongnu, Dinastia Han va connectar el llac amb el llegendari "Mar de l'Oest" que suposava equilibrar el mar de la Xina Oriental, però a mesura que l'Imperi Han es va expandir més a l'oest a la Conca del Tarim, altres llacs van assumir el nom.
El llac Qinghai era conegut anteriorment com el llac Ch'inghai o Koko Nor; la romanització del mapa postal xinès era del nom mongol ᠬᠥᠬᠡ ᠨᠠᠭᠤᠷ. Pel que fa als mongols, el color del llac s'etiqueta inequívocament blau, però el mongol clàssic no va distingir entre llacs i masses d'aigua més grans. El nom xinès, que utilitza "mar" en lloc de "llac", és, per tant, un càlcul massa literal d'aquest nom, utilitzat pels mongols superiors, alguns dels quals formaven la classe dirigent local durant l'estandardització dels topònims xinesos de l'oest a la dinastia Qing. Un ús similar de la paraula xinesa "mar" per traduir topònims de llacs mongols es pot veure en altres llocs de Qinghai, com amb el llac Heihai ("Mar Negre") a les muntanyes Kunlun.
Els tibetans també van qualificar per separat el nom com a tibetà མཚོ་སྔོན་པོ་Mtsho-sngon-po, "Llac, mar blau".

## Geografia
El llac Qinghai es troba a uns 100 km l'oest de Xining en un buit de l'Altiplà del Tibet a 3.205 m sobre el nivell del mar. Es troba entre la prefectura autònoma tibetana de Haibei i la prefectura autònoma tibetana de Hainan al nord-est de Qinghai al nord-oest de la Xina. El llac ha fluctuat de mida, es va reduir durant gran part del segle xx, però ha augmentat des del 2004. Tenia una superfície de 4317 km², una profunditat mitjana de 21 m i una profunditat màxima de 25,5 m el 2008.
Vint-i-tres rius i rierols desemboquen al llac Qinghai, la majoria estacionals. Cinc corrents permanents proporcionen el 80% del flux total. El flux d'entrada relativament baix i les altes taxes d'evaporació han convertit Qinghai en solució salina i alcalina; actualment és d'uns 14 ppt de sal amb un pH de 9,3. Ha augmentat en salinitat i basicitat des de l'inici de l'Holocè.
A l'extrem de la península, al costat occidental del llac, hi ha l'illa dels cormorans i l'illa dels ous, conegudes col·lectivament com a illes dels ocells.
El llac Qinghai es va aïllar del riu Groc fa uns 150.000 anys. Si el nivell de l'aigua pugés uns 50 m, la connexió amb el riu Groc es restabliria a través del pas baix a l'est utilitzat per la carretera S310.
El llac sovint roman congelat durant tres mesos a l'hivern.

## Història

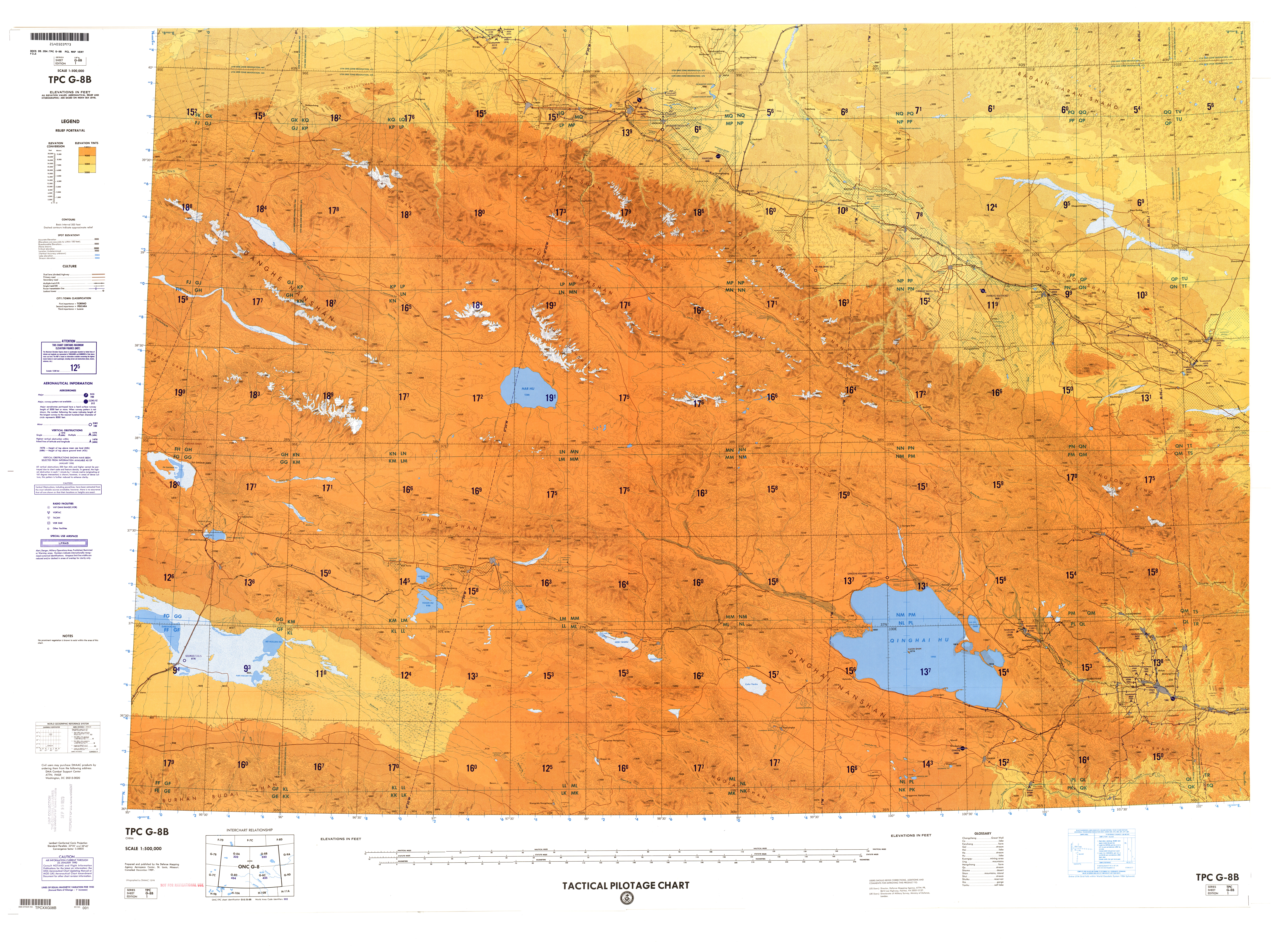
Mapa que inclou el llac Qinghai

Durant la dinastia Han (206 aC–220 dC), un nombre substancial de xinesos Han vivien a la vall de Xining a l'est. Al segle xvii, les tribus Oirat i Khalkha que parlaven mongol van emigrar a Qinghai i van ser coneguts com a mongols de Qinghai. El 1724, els mongols de Qinghai liderats per Lobzang Danjin es va revoltar contra la dinastia Qing. L'emperador Yongzheng, després de sufocar la rebel·lió, va despullar l'autonomia de Qinghai i va imposar el domini directe. Encara que alguns tibetans vivien al voltant del llac, els Qing van mantenir una divisió administrativa des de l'època de Güshi Khan entre el regne occidental del Dalai Lama (lleugerament més petit que l'actual Regió Autònoma del Tibet) i les zones habitades pels tibetans a l'est. Yongzheng també va enviar colons manxú i Han per diluir els mongols.
Durant el govern nacionalista (1928-1949), els Han van formar la majoria de la província de Qinghai, encara que els musulmans xinesos (ètnia hui) dominaven el govern. [20] El general Hui del Guomindang Ma Bufang, després d'haver convidat els musulmans kazakhs, es va unir al governador de Qinghai i altres alts càrrecs de Qinghai i oficials del govern nacional per dur a terme una cerimònia conjunta del llac Kokonuur per adorar el Déu del Llac. Durant el ritual, es va cantar l'himne nacional xinès i tots els participants es van inclinar davant un Retrat del fundador del Guomindang, Sun Yat-sen, així com davant el Déu del Llac. Els participants, tant Han com musulmans, van fer ofrenes al déu.

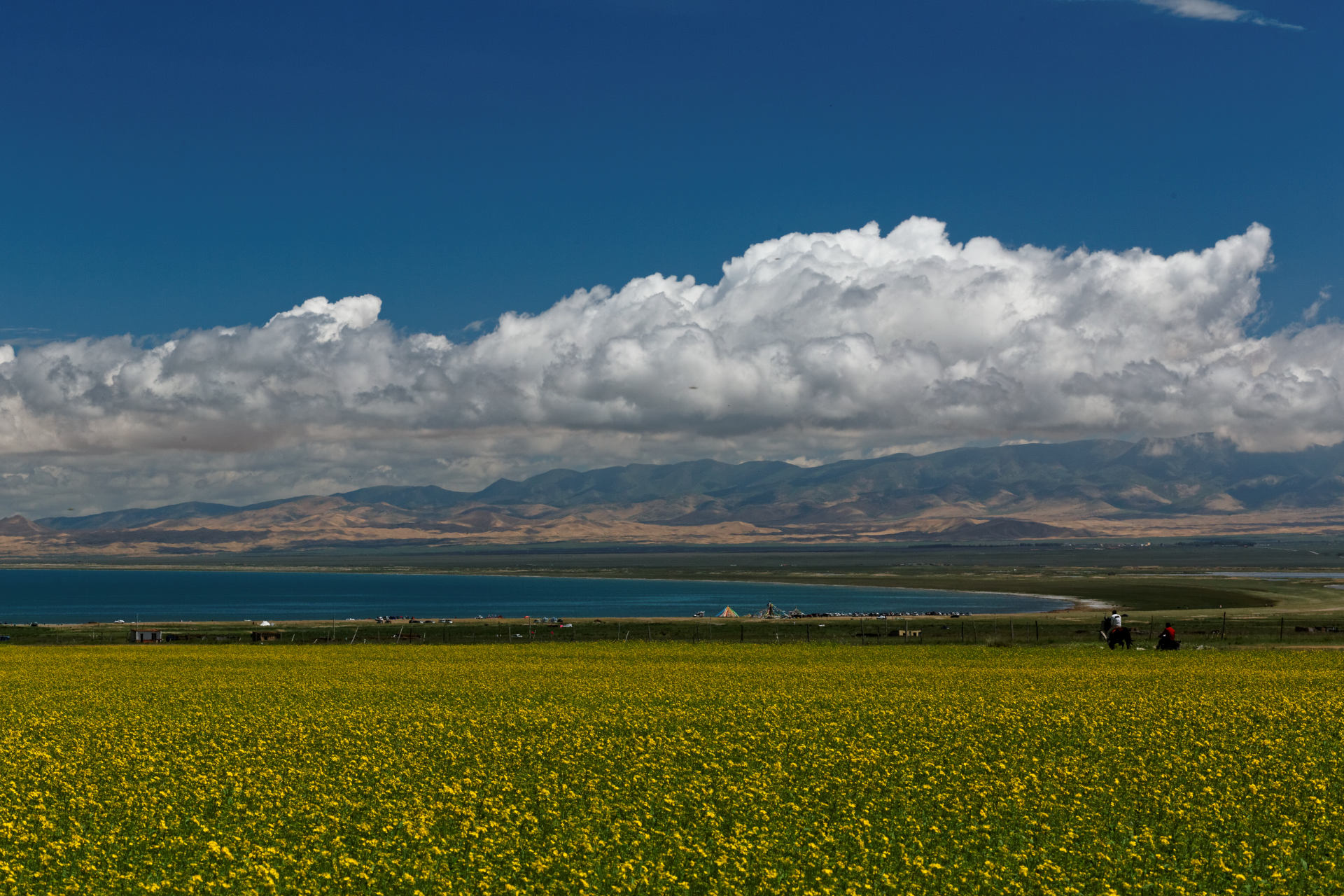
Vista del llac Qinghai, 2016

Després de la revolució xinesa de 1949, els refugiats del Moviment anti-dretà de la dècada de 1950 es van establir a la zona a l'oest del llac Qinghai.
Després de la reforma econòmica xinesa dels anys vuitanta, i atreta per noves oportunitats de negoci, la migració a la zona va augmentar, provocant un estrès ecològic. La producció d'herba fresca al comtat de Gangcha al nord del llac va disminuir d'una mitjana de 2057 kg/ha fins a 1271 kg/ha el 1987. L'any 2001, l’Administració Forestal Estatal de la Xina va llançar la campanya "Retire Cropland, Restore Graslands" (退耕，还草) i va començar a confiscar les armes dels pastors tibetans i mongols per tal de preservar la Gasela de Przewalski, en perill d'extinció.
Abans de la dècada de 1960, 108 rius d'aigua dolça desembocaven al llac. A partir del 2003, el 85% de les desembocadures dels rius s'han assecat, inclòs l'afluent més gran del llac, el riu Buha. Entre 1959 i 1982, hi havia hagut una baixada anual del nivell de l'aigua de 10 cm, que es va invertir a un ritme de 10 cm entre 1983 i 1989, però ha continuat baixant des de llavors. L’Acadèmia Xinesa de Ciències va informar l'any 1998 que el llac estava de nou amenaçat amb pèrdua de superfície a causa del pasturatge excessiu del bestiar, recuperacions de terres i causes naturals. La superfície va disminuir un 11,7% en el període de 1908 a 2000. Durant aquest període, les zones més altes del fons del llac van quedar exposades i nombrosos masses d'aigua es van separar de la resta del llac principal. A la dècada de 1960, els 48,9 km² del llac Gahai (尕海, Gǎhǎi) va aparèixer al nord; Llac Shadao (沙岛, Shādǎo), que cobreix una àrea de 19,6 km² al nord-est, seguit a la dècada de 1980, juntament amb el llac Haiyan (海晏, Hǎiyàn) de 112,5 km². Uns altres 96,7 km², el llac fill es va separar el 2004. A més, ara el llac s'ha dividit en mitja dotzena de llacs més petits a la frontera. El Centre Provincial de Teledetecció de Qinghai, va atribuir la separació del llac Qinghai a la contracció de la superfície de l'aigua com a resultat de la baixada del nivell de l'aigua i la desertificació a la regió. La superfície de l'aigua s'ha reduït un 312 km² durant les últimes tres dècades.

## Fauna salvatge

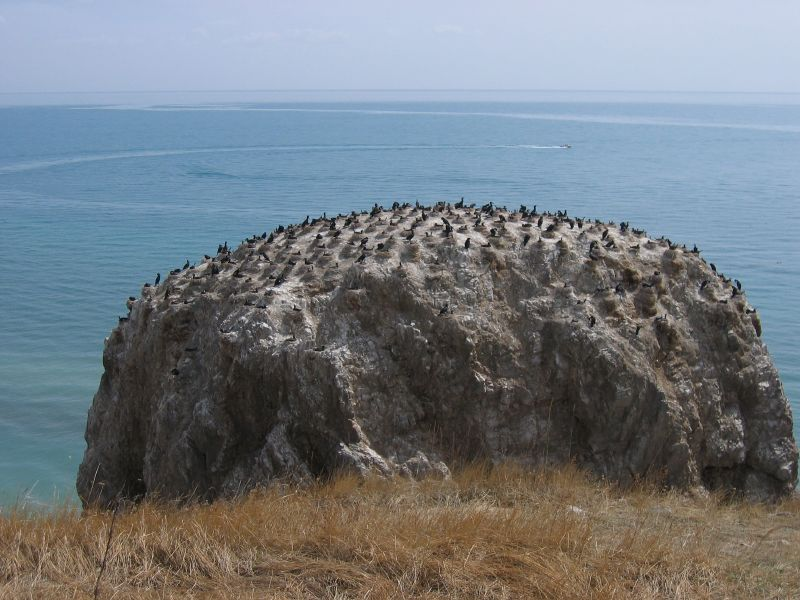
Una illa d'ocells

El llac es troba a la cruïlla de diverses rutes de migració d'ocells per Àsia. Moltes espècies utilitzen Qinghai com a parada intermèdia durant la migració. Com a tal, és un punt focal de les preocupacions mundials sobre la grip aviària (H5N1), ja que un brot important aquí podria estendre el virus per Europa i Àsia, augmentant encara més les possibilitats d'una pandèmia. Ja s'han identificat brots menors de H5N1 al llac. Les illes dels aus són santuaris de la zona de protecció natural del llac Qinghai des de 1997.
Hi ha cinc espècies de peixos autòctons: gymnocypris przewalskii comestible (Gymnocypris przewalskii,湟鱼;), que és la més abundant al llac, i quatre stoneloaches (triplophysa stoliczkai, T. dorsonotata, triplophysa scleroptera i triplophysa siluroides). Altres espècies de peixos del Riu Groc van aparèixer al llac, però van desaparèixer amb l'augment de la salinitat i la basicitat, començant a principis de l'Holocè.

## Cultura
Hi ha una illa a la part occidental del llac amb un temple i unes quantes ermites anomenades "Mahādeva, el cor del llac" (mTsho snying Ma hā de wa) que històricament va ser la llar d'un monestir budista. El temple també s'utilitzava amb finalitats religioses i cerimònies. No s'utilitzava cap vaixell durant l'estiu, de manera que els monjos i els pelegrins només viatjaven d'anada i tornada quan el llac es congelava a l'hivern. Un nòmada va descriure la mida de l'illa dient que: "si al matí una cabra comença a recórrer l'herba al seu voltant en el sentit de les agulles del rellotge i el seu cabrit en sentit contrari a les agulles del rellotge, només es trobaran a la nit, la qual cosa mostra la mida de l'illa." També es coneix com el lloc al qual van emigrar Gushri Khan i altres mongols Khoshut durant la dècada de 1620.
Actualment el llac està circumnavegat per pelegrins, principalment budistes tibetans, especialment cada any del cavall del cicle de 12 anys. Nikolai Przewalski va estimar que trigarien uns vuit dies a cavall o 15 caminant per donar la volta al llac, però els pelegrins informen que triga uns 18 dies a cavall i un va trigar 23 dies caminant a completar el circuit.

## Galeria

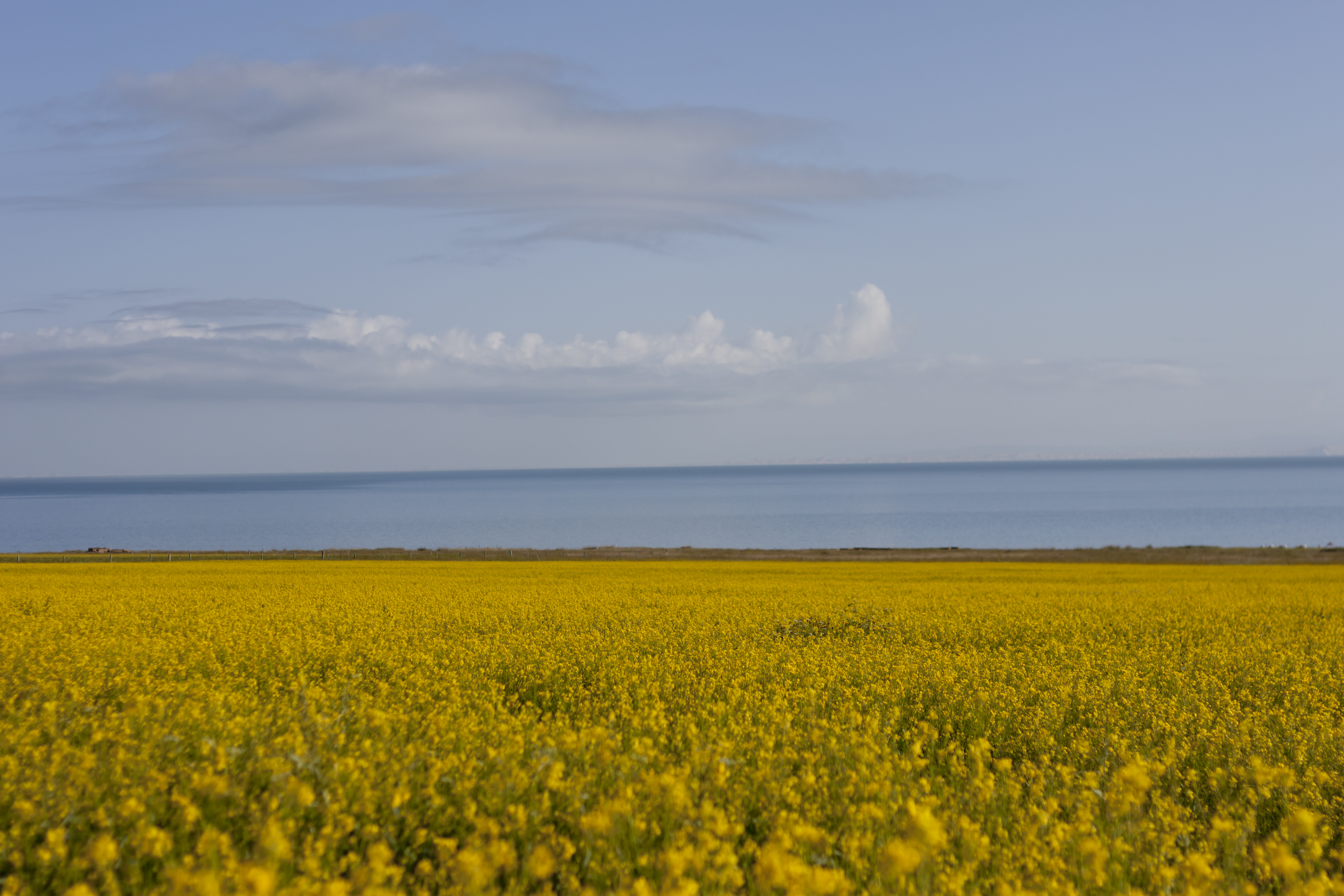
Camps de colza
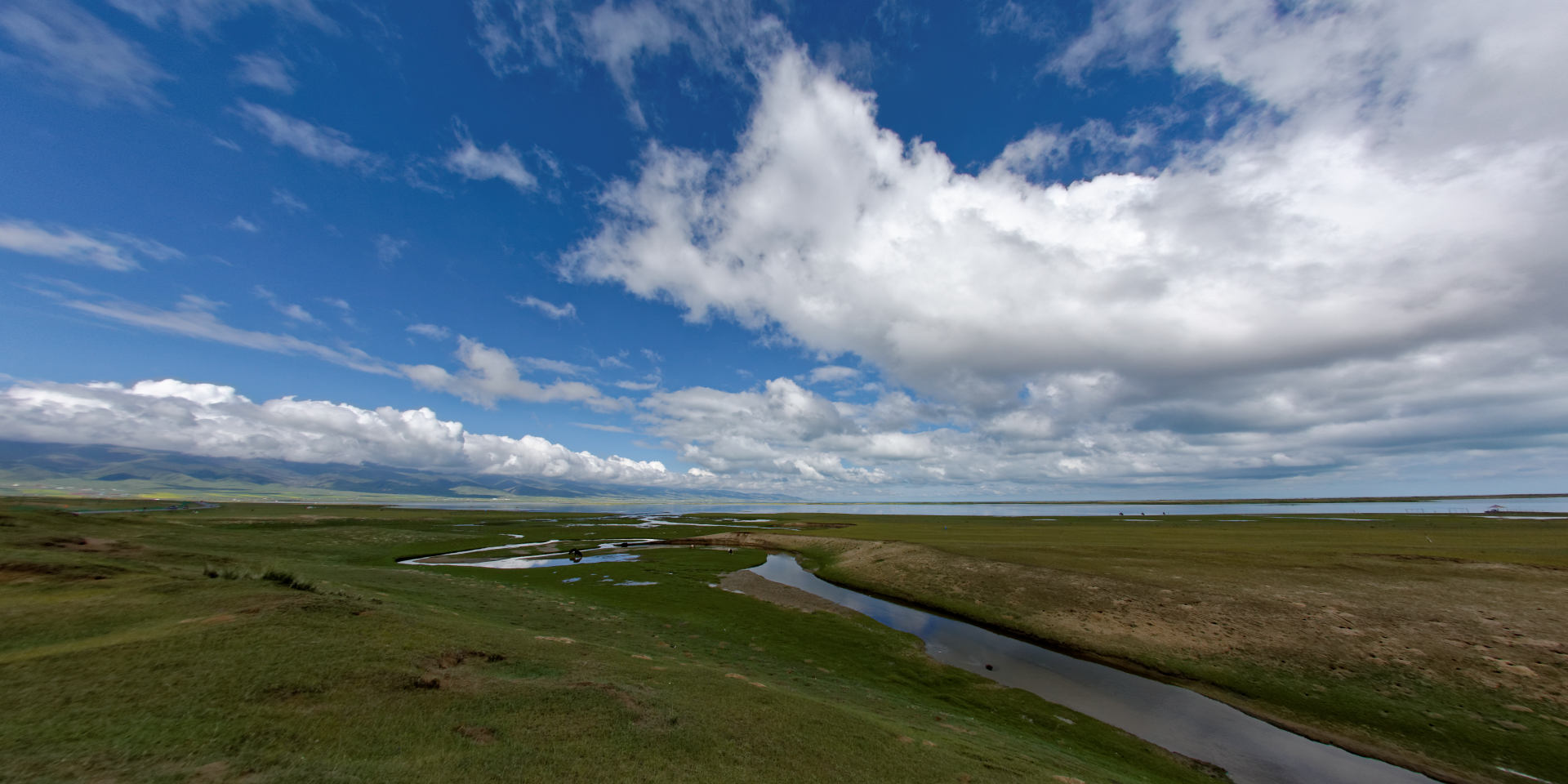
Prats prop del llac
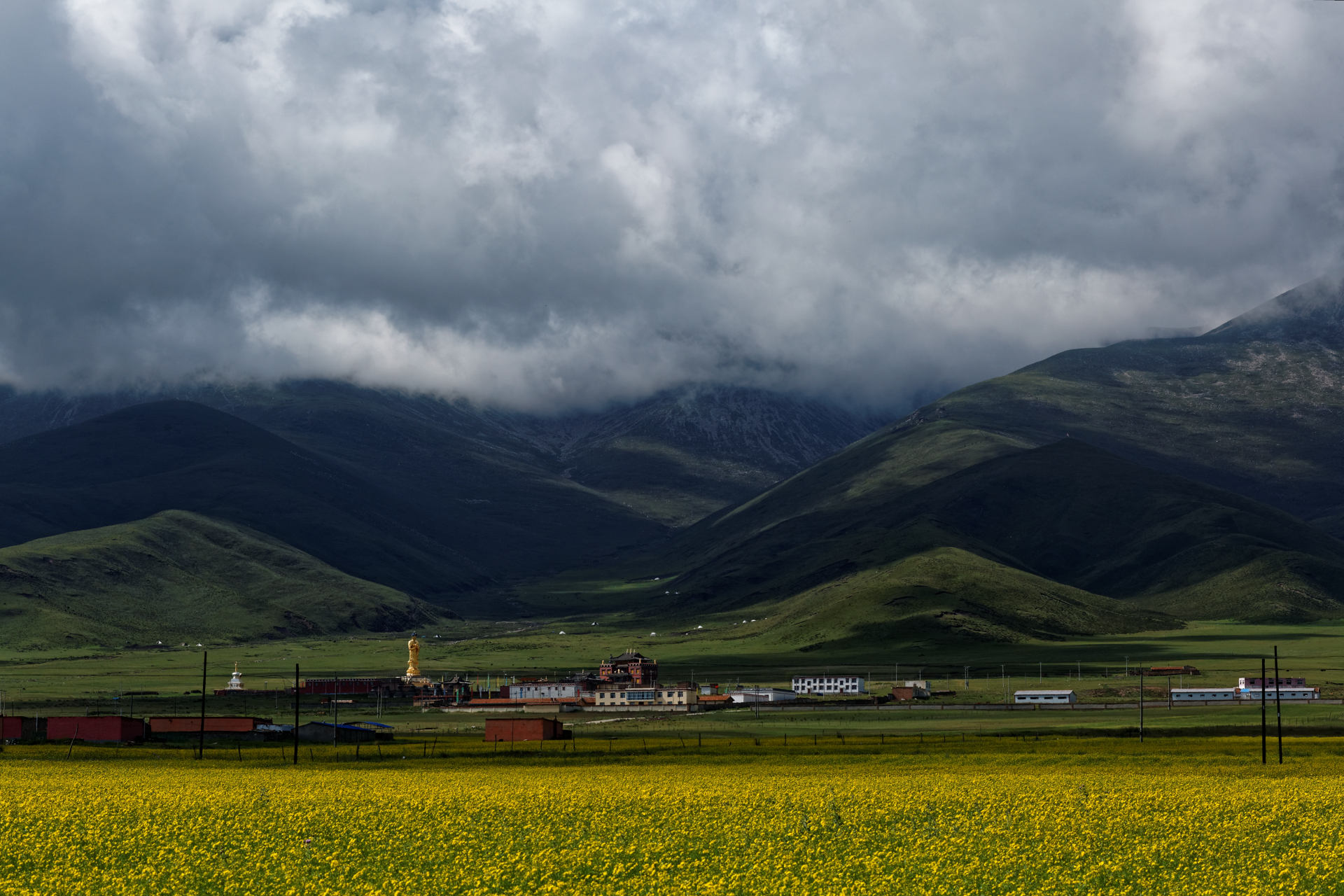
Monestir de Gya'yi (རྒྱ་ཡེ་དགོན) al llac Qinghai
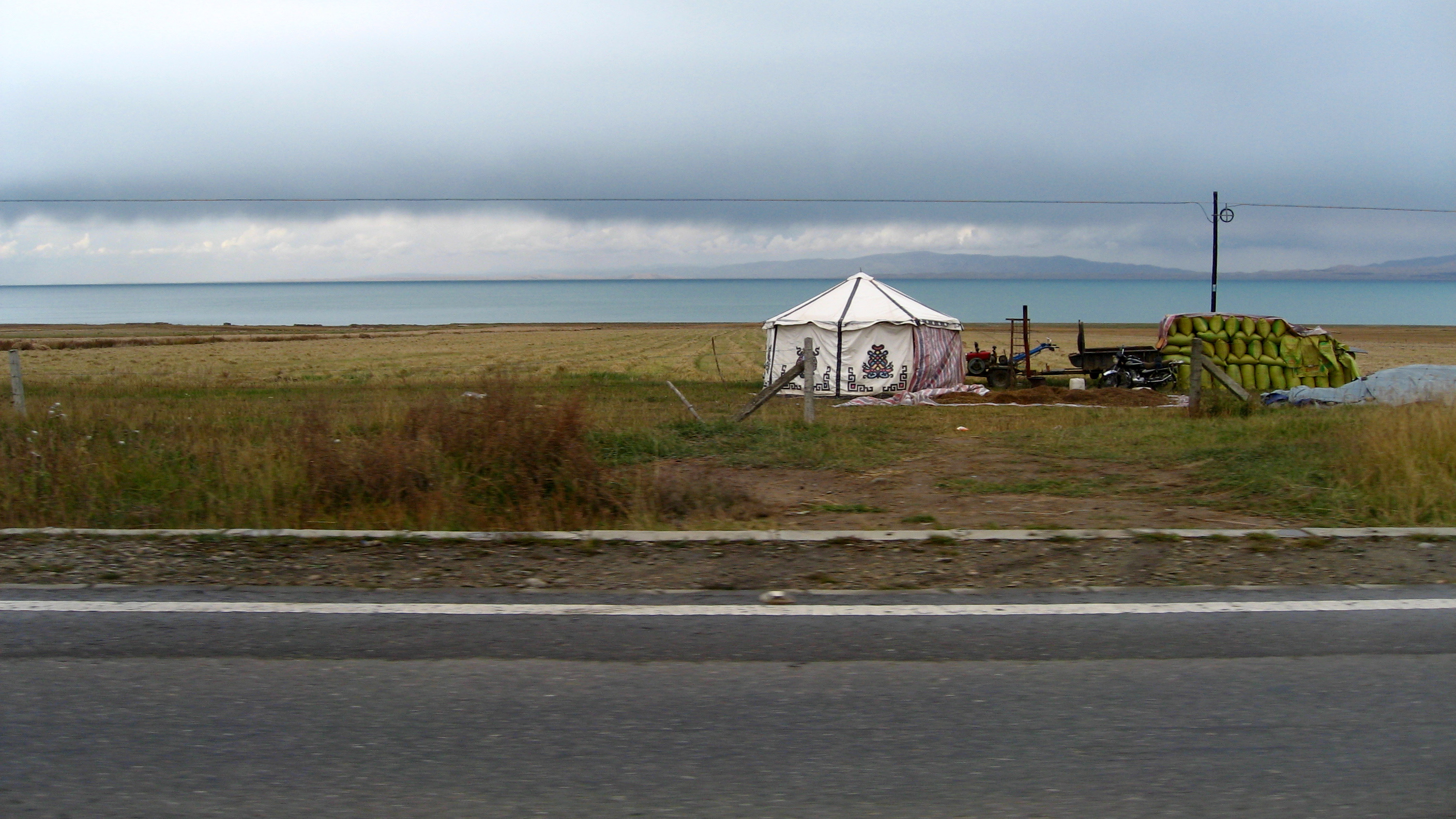
Yurta a la riba